# Adelbert von Chamisso
Adelbert von Chamisso (Boncourt, 30 de janeiro de 1781 — Berlim, 21 de agosto de 1838) foi um botânico e poeta do romantismo alemão. Como botânico, é reconhecido como tendo muito contribuído para a descrição de diversas espécies vegetais nas Américas. Como escritor e poeta, tem também alta consideração por seus poemas e por narrativas como Peter Schlemihls wundersame Geschichte (A História Maravilhosa de Peter Schlemihl) (1814), história fantástica sobre um homem que vendeu sua sombra.

## Biografia
Chamisso nasceu na França, no château Boncourt, em Champagne e foi batizado com o nome Louis Charles Adélaïde de Chamissot. Expulsa pela Revolução Francesa, a família fugiu pela Holanda até se estabelecerem por curto espaço de tempo em Berlim, onde Chamisso estudou no Collège Français de Berlin. Em 1796 tornou-se pajem de Luise Friederike von Preußen. O jovem Chamisso, então, alistou-se no regimento de infantaria prussiano em 1798, onde tornou-se tenente em 1801 - então nomeava a si mesmo Ludwig von Chamisso. Sua família retornou à França, ele, porém, permaneceu na Alemanha e seguiu na carreira militar.
Fundou, em 1803, o Berliner Musenalmanach, com Varnhagen von Ense, no qual seus primeiros versos foram publicados, estabelecendo sua reputação como poeta.
Após vários revezes e decepções, juntou-se ao círculo de Madame de Staël e a seguiu em seu exílio na Suíça, onde começou a se dedicar à pesquisa botânica.
Em 1815, conseguiu o posto de botânico na expedição náutica russa Rurik, comandada por Otto von Kotzebue. Seu diário de viagem dá deliciosos relatos da expedição. Após seu retorno, em 1818, conseguiu um cargo no jardim botânico de Berlim e foi aceito como membro da Acadêmia de Ciências.
Morreu em Berlim aos 57 anos. Sepultado nos Friedhöfe vor dem Halleschen Tor em Berlim.

## Realizações
Seu mais importante trabalho em botânica, feito em colaboração com Diederich Franz Leonhard von Schlechtendal, foi a descrição de várias espécies de árvores no México em 1830-1831.
No campo da literatura, seus poemas e, principalmente, suas narrativas são lidos e apreciados até os dias de hoje
Encontra-se colaboração da sua autoria na revista A Leitura (1894-1896).

## Obras
- Commons

- Peter Schlemihls wundersame Geschichte (A História Maravilhosa de Peter Schlemihl) (1814)